# Fornot
Fornot és un paratge del terme municipal de Conca de Dalt, a l'antic terme de Toralla i Serradell, al Pallars Jussà, en territori que havia estat del poble de Rivert, al límit amb l'ambit del de Torallola.
Està situat al nord-oest de Torallola, al nord de la falca del terme de Salàs de Pallars entremig del territori de Conca de Dalt. És a la dreta de la llau de l'Obaga i del barranc del Solà, i també a la dreta del barranc que forma la troba dels dos anteriors: el barranc de Vilanova. És a ponent d'Aspós i al sud-oest de Gavatx